# Bronowo-Kolonia (Pomerania)
Bronowo-Kolonia [pronunciación en polaco: /brɔˈnɔvɔ kɔˈlɔɲa/] es un asentamiento en el distrito administrativo de Gmina Kępice, dentro del Distrito de Słupsk, Voivodato de Pomerania, en el norte de Polonia. Se encuentra aproximadamente 8 kilómetros al este de Kępice, 25 kilómetros al sur de Słupsk, y 107 kilómetros al oeste de la capital regional, Gdańsk.
Hasta 1945 el área era parte de Alemania. Para la historia de la región, véase Historia de Pomerania.